# Eunidia mirei
Eunidia mirei är en skalbaggsart som beskrevs av Stefan von Breuning 1967. Eunidia mirei ingår i släktet Eunidia och familjen långhorningar. Inga underarter finns listade i Catalogue of Life.